# Łukasz Gikiewicz
Łukasz Gikiewicz (* 26. Oktober 1987 in Olsztyn, Polen) ist ein polnischer Fußballspieler.

## Karriere

### Verein
Gikiewicz spielte in der Jugend in seiner Heimatstadt bei Warmia Olsztyn, OKS Stomil Olsztyn und Tempo 25 Olsztyn, bevor er in unterklassigen Ligen bei DKS Dobre Miasto, Motor Lubawa und Drwęca Nowe Miasto Lubawskie seine ersten Erfahrungen im Erwachsenenbereich machte.
Seine erste Profistation war im Sommer 2007 bei Olimpia Elbląg in der damaligen dritten polnischen Liga. Nach wenigen Wochen wurde er allerdings an den gleichklassigen Klub Wigry Suwałki abgegeben. Im folgenden Sommer wechselte er zum Zweitliga-Absteiger Unia Janikowo, Anfang 2009 schloss er sich Polonia Bytom in der Ekstraklasa an. Nach einem halben Jahr verließ er den Verein wieder, woraufhin er bei dem, in der zweitklassigen 1. Liga antretende, Verein ŁKS Łódź spielte. Dort steuerte er mit elf Saisontoren zum Wiederaufstieg in die Ekstraklasa bei.
Gikiewicz verließ trotz des Aufstiegs den ŁKS Łódź und wechselte im Juli 2010 zum Ligakonkurrenten Śląsk Wrocław. Am Ende seines zweiten Jahres gewann er mit Śląsk Wrocław, welche derzeit von Orest Lenczyk trainiert wurde, die polnische Meisterschaft. In der 2. Qualifikationsrunde der Champions League 2012/13 noch gegen FK Budućnost Podgorica aus Montenegro erfolgreich, schied er mit der Mannschaft nach zwei Niederlagen gegen den schwedischen Doublegewinner Helsingborgs IF aus der Champions-League-Qualifikation aus. Auch in der sich anschließenden Play-off-Runde der UEFA Europa League 2012/13 konnte sich sein Verein nicht gegen den deutschen Klub Hannover 96 durchsetzen.
Im Sommer 2013 wechselte er nach Zypern zu Omonia Nikosia, wo er in 22 Ligaspielen sieben Tore erzielte.
2014 unterschrieb er einen Vertrag mit dem kasachischen Team Tobol Qostanai,  fand sich in der neuen Umgebung jedoch nicht zurecht, kam selten zum Einsatz und erzielte keinen einzigen Treffer.
Zur Saison 2014/2015 kehrte er nach Zypern zurück und wurde von AEL Limassol verpflichtet. Auch dort konnte er mit drei Toren in zehn Spielen nicht überzeugen, und der noch laufende Vertrag wurde am Ende der Hinrunde einvernehmlich aufgelöst.
Mitte Februar 2015 unterschrieb er einen 1,5-Jahres-Vertrag bei dem bulgarischen Verein Lewski Sofia. In Bulgarien konnte er sich allerdings ebenfalls nicht durchsetzen und kam auf nur 6 Ligaspiele, in denen er 2 Tore erzielte.
Im September 2015 wechselte Gikiewicz nach Saudi-Arabien zum Al-Wehda Club. Auch hier konnte er nicht Fuß fassen und wechselte bereits im Februar 2016 erneut den Arbeitgeber und unterschrieb einen 1-Jahres-Vertrag beim thailändischen Klub Ratchaburi Mitr Phol. Bereits im Juli 2016 wurde er an BEC-Tero Sasana, einen anderen thailändischen Verein, ausgeliehen.
Im Februar 2017 verpflichtete ihn der jordanische Klub al-Faisaly, wo er bis Mitte 2018 in 33 Ligaspielen 19 Treffer erzielte und am Ende der Saison 2016/17 die Meisterschaft feiern konnte.
Es folgten Stationen bei den saudi-arabischen Vereinen Al-Batin FC (Juli 2018) und Hajer FC (Januar 2019) sowie beim FCSB Bukarest in Rumänien (August 2019).
Ab Januar 2020 war Gikiewicz wieder für al-Faisaly aktiv und wechselte im Oktober des Jahres zum bahrainischen Klub East Riffa.
Vom August 2021 spielte er knapp ein Jahr lang für Chennaiyin FC, welcher in der Indian Super League antrat.
Seitdem spielt er unterklassig in der Heimat.

## Erfolge
Śląsk Wrocław ME
- Polnischer Supercupsieger: 2012
- Polnischer Meister: 2011/12
- Polnischer Vizemeister: 2010/11

al-Faisaly
- Jordanischer Meister: 2016/17
- Jordanischer Supercupsieger: 2020

Lewski Sofia
- Bulgarischer Pokalfinalist: 2015

## Sonstiges
Łukasz Gikiewiczs ist der Zwillingsbruder von Rafał Gikiewicz.